# Melhor jogador do mundo pela FIFA em 1992
O prêmio da FIFA de melhor jogador do mundo em 1992 foi dado ao neerlandês Marco van Basten. Ele ficou à frente do bulgaro Hristo Stoichkov e do alemão Thomas Hässler.

## Resultado
| Posição | Jogador           | Clube             |
| ------- | ----------------- | ----------------- |
| 1       | Marco van Basten  | Milan             |
| 2       | Hristo Stoichkov  | Barcelona         |
| 3       | Thomas Häßler     | Roma              |
| 4       | Jean-Pierre Papin | Marseille → Milan |
| 5       | Raí               | São Paulo         |
| 6       | Peter Schmeichel  | Manchester United |
| 7       | Dennis Bergkamp   | Ajax              |
| 8       | Frank Rijkaard    | Milan             |